# Apocheima albomarginata
Apocheima albomarginata là một loài bướm đêm trong họ Geometridae.